# Atheta europaea
Atheta europaea är en skalbaggsart som beskrevs av Likovský 1984. Atheta europaea ingår i släktet Atheta, och familjen kortvingar. Arten är reproducerande i Sverige.